# Eleição municipal de Toledo (Paraná) em 2016
A eleição municipal de Toledo em 2016 foi realizada para eleger um prefeito, um vice-prefeito e 19 vereadores no município de Toledo, no estado brasileiro do Paraná. Foram eleitos Lucio de Marchi (Progressistas) e Joao Batista Coelho de Souza Furlan para os cargos de prefeito(a) e vice-prefeito(a), respectivamente. 
Seguindo a Constituição, os candidatos são eleitos para um mandato de quatro anos a se iniciar em 1º de janeiro de 2017. A decisão para os cargos da administração municipal, segundo o Tribunal Superior Eleitoral, contou com 89 820 eleitores aptos e 8 646 abstenções, de forma que 9.63% do eleitorado não compareceu às urnas naquele turno. 

## Resultados

### Eleição municipal de Toledo em 2016 para Prefeito
A eleição para prefeito contou com 5 candidatos em 2016: Lucio de Marchi do Progressistas, Luis Adalberto Beto Lunitti Pagnussatt do Movimento Democrático Brasileiro (1980), Odacir Fiorentin do Partido Popular Socialista, Jacqueline Parmigiani do Partido Socialismo e Liberdade, Adriano Luis Remonti do Partido dos Trabalhadores que obtiveram, respectivamente, 42 733, 26 507, 2 964, 891, 1 603 votos. O Tribunal Superior Eleitoral também contabilizou 9.63% de abstenções nesse turno. 
| Candidato(a)                                 | Vice                                | Coligação                                      | Votos recebidos | Percentual |
| -------------------------------------------- | ----------------------------------- | ---------------------------------------------- | --------------- | ---------- |
| Lucio de Marchi (PP)                         | Joao Batista Coelho de Souza Furlan | Amor e União Por Toledo                        | 42733           | 57.21%     |
| Luis Adalberto Beto Lunitti Pagnussatt (MDB) | Rogerio Massing                     | Fazendo Bem, Fazendo Melhor                    | 26507           | 35.49%     |
| Odacir Fiorentin (PPS)                       | Winfried Mossinger                  | Renovação Com a Força do Povo                  | 2964            | 3.97%      |
| Adriano Luis Remonti (PT)                    | Joana Darc Faria de Souza e Silva   | Partido dos Trabalhadores (sem coligação)      | 1603            | 2.15%      |
| Jacqueline Parmigiani (PSOL)                 | Luiz Alberto Cavalli                | Partido Socialismo e Liberdade (sem coligação) | 891             | 1.19%      |

### Eleição municipal de Toledo em 2016 para Vereador
Na decisão para o cargo de vereador na eleição municipal de 2016, foram eleitos 19 vereadores com um total de 73 595 votos válidos. O Tribunal Superior Eleitoral contabilizou 3 644 votos em branco e 3 935 votos nulos. De um total de 89 820 eleitores aptos, 8 646 (9.63%) não compareceram às urnas .
| Nome                               | Partido político                               | Coligação                                        | Votos recebidos | Percentual |
| ---------------------------------- | ---------------------------------------------- | ------------------------------------------------ | --------------- | ---------- |
| Ademar Lineu Dorfschmidt           | Movimento Democrático Brasileiro (MDB)         | Movimento Democrático Brasileiro (sem coligação) | 2318            | 3.15%      |
| Marli Gonçalves Costa              | Partido Comunista do Brasil (PCdoB)            | Partido Comunista do Brasil (sem coligação)      | 2032            | 2.76%      |
| Sidney Marcos Zanetti              | Partido Democrático Trabalhista (PDT)          | Partido Democrático Trabalhista (sem coligação)  | 1840            | 2.5%       |
| Antonio Sérgio de Freitas          | Partido Social Liberal (PSL)                   | A Força do Povo                                  | 1410            | 1.92%      |
| Janice Aparecida de Souza Salvador | Partido da Social Democracia Brasileira (PSDB) | Em Favor de Toledo                               | 1385            | 1.88%      |
| Genivaldo Gabriel Paes             | Partido Democrático Trabalhista (PDT)          | Partido Democrático Trabalhista (sem coligação)  | 1360            | 1.85%      |
| Leandro Benedito da Silva de Moura | Partido Social Liberal (PSL)                   | A Força do Povo                                  | 1252            | 1.7%       |
| Albino Corazza Neto                | Partido Democrático Trabalhista (PDT)          | Partido Democrático Trabalhista (sem coligação)  | 1229            | 1.67%      |
| Leoclides Luiz Roso Bisognin       | Movimento Democrático Brasileiro (MDB)         | Movimento Democrático Brasileiro (sem coligação) | 1225            | 1.66%      |
| Pedro Varela                       | Progressistas (PP)                             | Progressistas (sem coligação)                    | 1175            | 1.6%       |
| Gabriel Bueno Baierle              | Partido Trabalhista Brasileiro (PTB)           | União por Toledo                                 | 1163            | 1.58%      |
| Valtencir Lameu de Britto          | Progressistas (PP)                             | Progressistas (sem coligação)                    | 1161            | 1.58%      |
| Walmor Francisco Lodi              | Partido da República (PR)                      | Partido da República (sem coligação)             | 1159            | 1.57%      |
| Vagner Aparecido Alves de Labio    | Partido Social Democrático (PSD)               | Partido Social Democrático (sem coligação)       | 1152            | 1.57%      |
| Renato Ernesto Reimann             | Progressistas (PP)                             | Progressistas (sem coligação)                    | 1121            | 1.52%      |
| Nilson Fernandes de Aguiar         | Partido Republicano Brasileiro (PRB)           | Juntos Somos Mais Fortes                         | 832             | 1.13%      |
| Marly Terezinha Zanete             | Partido Social Liberal (PSL)                   | A Força do Povo                                  | 757             | 1.03%      |
| Airton Paula                       | Partido Trabalhista Brasileiro (PTB)           | União por Toledo                                 | 727             | 0.99%      |
| Olinda Fiorentin                   | Partido Popular Socialista (PPS)               | Renovação com a Força do Povo                    | 640             | 0.87%      |